# هوانغ جيانكسين
هوانغ جيانكسين (مواليد 14 يونيو 1954) هو مخرج أفلام وكاتب سيناريو صيني يُعتبر عادةً جزءًا من الجيل الخامس من مخرجي الأفلام الصينيين. تتميز أفلام هوانغ في أنها تركز على الحياة الحضرية المعاصرة، بالإضافة إلى ملاحظاتها الساخرة عن البيروقراطية الصينية.

## سيرته الذاتية
ولد هوانغ في 14 يونيو 1954 في مدينة شيان على الرغم من أن أصوله ترجع لمقاطعة خبي. التحق بالجيش في سن السادسة عشرة، والتحق بجامعة نورث ويست عام 1975. دخل هوانغ بعد تخرجه إلى استوديو شيان للأفلام وتطور من محرر، وكاتب سيناريو، ومساعد مخرج. بعد التدريب في أكاديمية بكين للأفلام عام 1983، تم ترقيته إلى مخرج. وهو الآن مدير شركة للإنتاج. دخل فيلمه «مراقبة» إلى مهرجان برلين السينمائي الدولي في نسخته السابعة والأربعين.

## وصلات خارجية
- هوانغ جيانكسين على موقع IMDb (الإنجليزية)
- هوانغ جيانكسين على موقع ألو سيني (الفرنسية)
- هوانغ جيانكسين على موقع أول موفي (الإنجليزية)
- هوانغ جيانكسين على موقع قاعدة بيانات الأفلام السويدية (السويدية)
- هوانغ جيانكسين على موقع قاعدة بيانات الفيلم (الإنجليزية)
- هوانغ جيانكسين على موقع كينوبويسك (الروسية)